# Julian Strzałkowski
Julian Strzałkowski (ur. 5 lipca 1909 w Łękobudach, zm. 24 grudnia 1969 w Białymstoku) – polski lekkoatleta biegacz i chodziarz.

## Życiorys
Był mistrzem Polski w chodzie na 50 kilometrów w 1930; ustanowił wówczas najlepszy wynik w Polsce czasem 5:02:12,0. Zdobył również mistrzostwo Polski w biegu na 3000 metrów z przeszkodami w 1933. Był wicemistrzem Polski w biegu na 1500 metrów w 1932 i w 1933, w biegu na 5000 metrów w 1931, w biegu na 3000 metrów z przeszkodami w 1934 oraz w biegu przełajowym w 1933.
W 1931 wystąpił w meczu międzypaństwowym z Węgrami w biegu na 5000 metrów, zajmując 4. miejsce.
Rekordy życiowe:
- bieg na 800 metrów – 2:06,2 (29 czerwca 1930, Białystok)
- bieg na 1500 metrów – 4:07,6 (25 czerwca 1932, Warszawa)
- bieg na 3000 metrów – 9:04,9 (12 czerwca 1932, Białystok)
- bieg na 5000 metrów – 15:45,4 (17 czerwca 1934, Białystok)
- bieg na 3000 metrów z przeszkodami – 10:25,0 (7 lipca 1934, Poznań)
- chód na 50 kilometrów – 5:02:12,0 (2 października 1930, Białystok)

Był zawodnikiem 42 pułku piechoty (1927-1931) i Jagiellonii Białystok (1932-1936).
Był instruktorem szermierki (fechmistrzem) i wychowania fizycznego w Szkole Podchorążych Piechoty. W czasie II wojny światowej służył w Armii Krajowej w Okręgu Białystok. Po wojnie był trenerem szermierki w klubach białostockich.